# Werther’s Original
Werther's Original – marka cukierków karmelowych należąca do August Storck KG, produkowanych w Halle. Cukierki są sprzedawane w ponad stu krajach świata.

## Historia

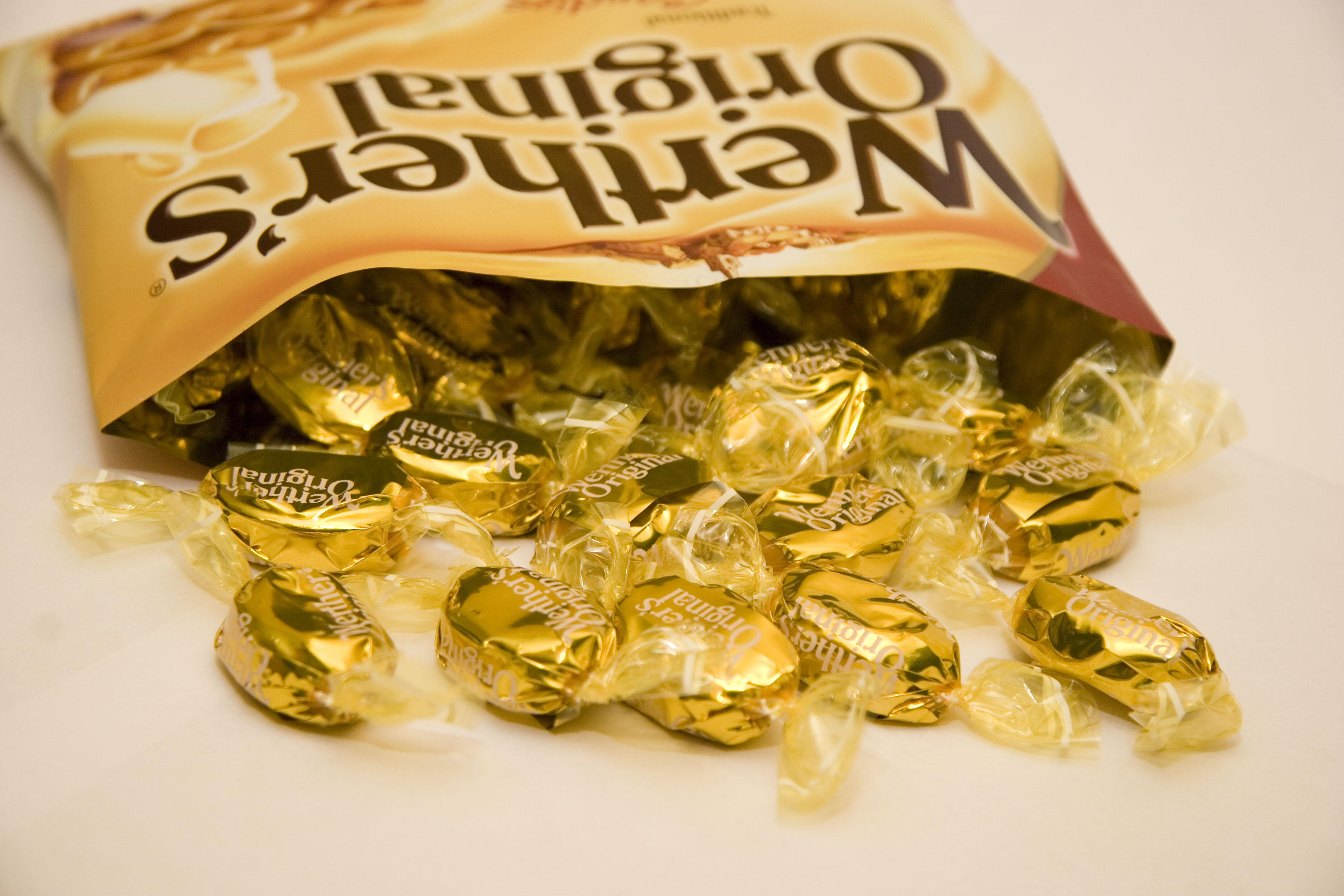
Opakowanie Werther's Original

W 1909 roku w miejscowości Werther cukiernik Gustav Nebel rozpoczął produkcję twardych cukierków z dodatkiem masła i śmietany. W 1969 roku wprowadzono sprzedaż cukierków na terenie całych Niemiec pod marką Werther's Echte. W roku 1985 rozpoczęto kampanię reklamową wykorzystującą postać dziadka i wnuczka. W latach 90. zmieniono nazwę produktu na Werther's Original; w Niemczech tę nazwę zaadaptowano w roku 1998. W 2005 roku wprowadzono odmianę Werther's Original bez dodatku cukru.

## Odmiany
Werther's Original są dostępne jako twarde cukierki karmelowe, toffi do żucia, toffi oblane czekoladą czy popcorn karmelowy.